# Ладомир (издательство)
«Ладоми́р» — издательство, специализирующееся на выпуске научной литературы по всем областям гуманитарных знаний. Также выпускает редкие и репринтные издания, мемуары, классику, монографии, научно-комментированные переводы по исламоведению.
Издательство создано в 1991 году в Москве. Юридический адрес издательства расположен в Зеленограде.

## Деятельность
В подготовке книг участвует группа учёных — филологов, историков, лингвистов, переводчиков, научных и издательских редакторов. В среднем одна книга готовится 5-7 лет коллективом в 10-15 человек.

Говоря о планах издательства, главный редактор Юрий Анатольевич Михайлов в одном из интервью заявил:
Понимаете, планы уже практически никакие мы не строим. Во-первых, нет рынка, как такового. Он сейчас просто развален. Это общая проблема нашей страны. У нас, с одной стороны, говорят об инновациях, а с другой стороны — люди перестали читать… Мы же, в целом, продолжаем ту линию, что начали почти четверть века назад. Но, естественно, в рамках тех финансовых возможностей, которые есть. В настоящее время сузили тематику нашего портфолио, в основном до классики мировой литературы. 
Наряду с «Наукой» является издательством, которое имеет официальное разрешение Российской академии наук на издание книг, утверждённых редакционной коллегией серии «Литературные памятники» РАН.

## Серии
Серии издательства «Ладомир»:

### Закрытые
- Неизвестный Жюль Верн
- Готический роман
- Луи Буссенар. Собрание романов
- Луи Буссенар. Собрание романов (мягк.)
- Неизвестный Фенимор Купер
- Античная классика (переизданы произведения Ксенофонта, Лисия, Иосифа Флавия, Луция Аннея Флора, Павсания и пр.)
- Классики исторической мысли (переизданы произведения Геродота, Фукидида, Саллюстия, Юлия Цезаря, Светония, Хуана Льоренте и пр.)

### Не закрытые
- Литературные памятники (Российской академии наук)[6]. Серия выходит в свет с 1948 года и представляет собой академичный проект[7].
- Литературные памятники (малый формат)[4]:
  - «Книга о Ласаро де Тормес» (одно из основных произведений литературы Возрождения, признанное в испанской литературе вторым по значимости романом после «Дон Кихота» Сервантеса);
  - «Надгробные речи. Монодии» (сборник, основу которого составили важнейшие поминальные речи крупнейшего древнегреческого оратора Элия Аристида);
  - «Каспар Хаузер» (главный роман классика австрийской литературы XX века Якоба Вассерманна);
  - «Прелюдия, или Становление сознания поэта» (центральное произведение выдающегося английского поэта XIX века Уильяма Вордсворта, главы так называемой Озерной школы);
  - «In Memoriam» (поэма-размышление, написанная под прямым влиянием «Божественной комедии» Данте, вершинное достижение крупнейшего поэта викторианской эпохи Альфреда Теннисона).
- Кембриджская история древнего мира.

## Проекты
В 2018 году «Ладомир» занимается рядом проектов: «Продолжение сказок „Тысячи и одной ночи“» Жака Казота, «Дом Жизни» Данте Габриэля Россетти, полный цикл английских баллад XIV—XVIII веков «Баллады о Робин Гуде», роман Петрюса Бореля «Мадам Пютифар».
- Древняя Русь в средневековом мире. Энциклопедия. — М.: Ладомир, 2015. — 992 с. — 2000 экз. — ISBN 978-5-86218-514-0. Книга готовилась к публикации более двадцати лет, а в её составлении принимали участие российские, украинские и белорусские историки[8][9].
- Уильям Читтик[англ.] и Садико Мурат. Мировоззрение ислама = The Vision of Islam / Переводчики:	Н. Пригарина, Т. Счетчикова. — М.: Ладомир, 2014. — 640 с. — 2000 экз. — ISBN 978-5-86218-521-8.

## Награды
Книгу «Жизнь пророка Мухаммеда» (2009), составленную Т. К. Ибрагимом и Н. В. Ефремовой, Комиссия Федерального агентства по печати и массовых коммуникаций объявила лучшей книгой года в стране.
В 2015 году лучшей книгой по культурологии признана «Теория телевидения. ТВ как неоязычество и как карнавал» В. Т. Третьякова, выпущенная издательством «Ладомир».

## Критика
Выпуск серии книг «Русская потаённая литература» с ненормативной лексикой, пародиями на известные произведения, а также словарей блатного и тюремного жаргонов «для широкого круга читателей» вызвало неодобрение ряда читателей и представителей культуры. Филологи, работавшие над статьями, также подверглись критике. Михайлов считает, что таким образом «общество понуждают „привыкнуть“ к такого рода словам в печати».
Некоторые книги, выпущенные издательством, признаны экстремистскими в России и Белоруссии.